# 王建宇
王建宇（1959年6月—），男，汉族，浙江宁波人，中国遥感专家，研究员，博士生导师，中国科学院院士，國科大杭州高等研究院院長，中国空间科学学会副理事长，中国地理学会环境分会副理事长，中国科学院上海技术物理研究所原所长，中国共产党党员。

## 生平
1959年出生于浙江宁波海曙，中学就读于当时的宁波市第十一中学，1975年中学毕业后，在宁波新华书店工作了两年多，1978年恢复高考后，考入杭州大学（现浙江大学）物理系，1982年毕业后又在宁波师范学院（现宁波大学）物理系工作了两年多。
1987年和1990年在上海技术物理研究所分别获得硕士和博士学位，2015年12月，任中国科学院上海分院党组书记、副院长。2017年8月，任中国科学院上海分院院长。
2018年2月24日，当选为第十三届全国人大代表。

## 学术贡献
目前，他还从事国际上最前沿的空间量子通信技术和空间量子信息技术的研究。他担任墨子号卫星工程的常务副总设计师和卫星发射总指挥，2016年8月，全球首颗量子科学实验卫星“墨子号”成功发射，标志着中国在全球量子通信上所处的引领地位。